# ジョン (第3代ケント伯)
第3代ケント伯ジョン（John, 3rd Earl of Kent, 1330年4月7日 - 1352年12月26日）は、イングランドの王族。ケント伯（在位：1331年 - 1352年）および第4代リデルのウェイク男爵（在位：1349年 - 1352年）。22歳で死去した。

## 生涯
ジョンは1330年4月7日、サセックスのアランデル城において、初代ケント伯エドマンド・オブ・ウッドストックとマーガレット・ウェイクの末子として、父の死後に生まれた。したがって、エドワード1世の孫で、エドワード3世の従兄弟にあたる。父エドマンドは、ジョンが生まれるわずか3週間前の1330年3月19日、マーチ伯ロジャー・モーティマーの命令により反逆罪で処刑された。エドワード3世が政権を握ると、父の伯位剥奪は覆され、兄のエドマンドが伯位を継承した。1331年10月に兄エドマンドが亡くなると、ジョンは幼児ながら伯位を継承した。ジョンの相続人は姉のジョーンであった。
ジョンは、1346年のクレシーの戦いに至る作戦に参加した。ジョンはおそらくランカスター公ヘンリー・オブ・グロスモントの従者であったと思われるが、クレシーの戦い自体には参加していなかった可能性がある。同時代人は、ジョンの軍事的功績について何も記録していない。1347年、イングランド王エドワード3世はジョンに全遺産を与え、17歳にして母マーガレットから独立した。ジョンは17の伯領に43の荘園と30の聖職者任命権を含む領地を所有し、さらに6つの伯領で地代と騎士の報酬を受け取っていた。ジョンの年間収入は、1,000ポンドで1人の伯爵の生活を維持できると考えられていた当時、6,000ポンドを超えていた。
1348年4月3日、ユーリヒ公ヴィルヘルム1世とジャンヌ・ド・エノーの娘イザベラ（エリザベスとも呼ばれる、1330年頃 - 1411年6月6日）と結婚した。1349年、ジョンの伯父である第2代リデルのウェイク男爵トマス・ウェイクが子供を残さず死去し、その財産はジョンの母である妹マーガレットに引き継がれた。数か月後にマーガレットはペストで死去し、ジョンは母の寡婦財産の領地とトマスの遺領の両方を相続した。ジョンは1350年2月に領地を手に入れた。ジョンは3日前に成人しており、1351年4月10日にイングランド王から領地の相続の承認を得た。
1352年、ジョンの姉ジョーンは息子を出産し、叔父の名にちなんでジョン・ホランドと名付けられ、ジョンはおそらく甥の名付け親を務めた。ジョン自身とイザベラの結婚では子供が生まれなかった。ジョンはウォキングのお気に入りの荘園に居を構えていたが、1352年12月23日にライホールの荘園をバーソロミュー・ド・バーガーシュに与えた。その直後にジョンは病気になり、回復することなく1352年12月26日に亡くなった。ジョンはウィンチェスターのグレイフライアーズ教会の父の隣に埋葬された。ジョンの爵位は唯一生き残った姉ジョーンに継承され、ジョーンは4代目ケント女伯、5代目リデルのウェイク女男爵となった。しかし、ジョンの未亡人イザベラは1396年になってもケント伯爵夫人の称号を名乗っていた。イザベラはジョンの死後ウェイヴァリー修道院に入り、自らも死ぬ前にグレイフライアーズ教会のジョンの隣に埋葬されることを希望した。